# Chu Khúc
Chu Khúc (chữ Tạng: འབྲུག་ཆུ་རྫོང་།, chữ Hán phồn thể: 舟曲縣, chữ Hán giản thể: 舟曲县, âm Hán Việt: Chu Khúc huyện) là một huyện thuộc châu tự trị dân tộc Tạng Cam Nam, tỉnh Cam Túc, Cộng hòa Nhân dân Trung Hoa. Huyện này có diện tích 3010 ki-lô-mét vuông, dân số năm 2004 là 130.000 người. Mã số bưu chính của Chu Khúc là 746300. Chính quyền huyện Chu Khúc đóng ở trấn Thành Quan. Về mặt hành chính, huyện này được chia thành 1 trấn, 22 hương: Khúc Ngõa, Ba Tạng, Đại Dục, Lập Tiết, Hàm Ban, Phong Diệt, Bình Định, Thành Quan, Giang Bàn, Cung Tử Thạch, Trung Bài, Nam DỤc, Đại Xuyên, Tam Giác Bình, Trì Can, Bát Lăng, Vũ Bình, Tráp Cương, Củng Bá, Thiết Bá, Đại Niên và Bác Dục.

## Khí hậu
| Dữ liệu khí hậu của Chu Khúc             | Dữ liệu khí hậu của Chu Khúc | Dữ liệu khí hậu của Chu Khúc | Dữ liệu khí hậu của Chu Khúc | Dữ liệu khí hậu của Chu Khúc | Dữ liệu khí hậu của Chu Khúc | Dữ liệu khí hậu của Chu Khúc | Dữ liệu khí hậu của Chu Khúc | Dữ liệu khí hậu của Chu Khúc | Dữ liệu khí hậu của Chu Khúc | Dữ liệu khí hậu của Chu Khúc | Dữ liệu khí hậu của Chu Khúc | Dữ liệu khí hậu của Chu Khúc | Dữ liệu khí hậu của Chu Khúc |
| Tháng                                    | 1                            | 2                            | 3                            | 4                            | 5                            | 6                            | 7                            | 8                            | 9                            | 10                           | 11                           | 12                           | Năm                          |
| ---------------------------------------- | ---------------------------- | ---------------------------- | ---------------------------- | ---------------------------- | ---------------------------- | ---------------------------- | ---------------------------- | ---------------------------- | ---------------------------- | ---------------------------- | ---------------------------- | ---------------------------- | ---------------------------- |
| Cao kỉ lục °C (°F)                       | 16.5 (61.7)                  | 25.3 (77.5)                  | 29.0 (84.2)                  | 32.9 (91.2)                  | 35.3 (95.5)                  | 38.2 (100.8)                 | 37.1 (98.8)                  | 38.0 (100.4)                 | 34.7 (94.5)                  | 27.9 (82.2)                  | 22.9 (73.2)                  | 20.6 (69.1)                  | 38.2 (100.8)                 |
| Trung bình ngày tối đa °C (°F)           | 6.9 (44.4)                   | 10.6 (51.1)                  | 15.7 (60.3)                  | 21.4 (70.5)                  | 25.0 (77.0)                  | 28.1 (82.6)                  | 30.1 (86.2)                  | 29.2 (84.6)                  | 24.1 (75.4)                  | 18.6 (65.5)                  | 13.7 (56.7)                  | 8.3 (46.9)                   | 19.3 (66.8)                  |
| Trung bình ngày °C (°F)                  | 2.1 (35.8)                   | 5.5 (41.9)                   | 10.1 (50.2)                  | 15.1 (59.2)                  | 18.6 (65.5)                  | 21.9 (71.4)                  | 24.1 (75.4)                  | 23.4 (74.1)                  | 19.0 (66.2)                  | 13.9 (57.0)                  | 8.5 (47.3)                   | 3.0 (37.4)                   | 13.8 (56.8)                  |
| Tối thiểu trung bình ngày °C (°F)        | −1.7 (28.9)                  | 1.4 (34.5)                   | 5.7 (42.3)                   | 10.2 (50.4)                  | 13.7 (56.7)                  | 17.2 (63.0)                  | 19.6 (67.3)                  | 19.1 (66.4)                  | 15.5 (59.9)                  | 10.6 (51.1)                  | 4.8 (40.6)                   | −0.8 (30.6)                  | 9.6 (49.3)                   |
| Thấp kỉ lục °C (°F)                      | −9.0 (15.8)                  | −6.5 (20.3)                  | −4.6 (23.7)                  | −0.5 (31.1)                  | 3.7 (38.7)                   | 9.3 (48.7)                   | 13.5 (56.3)                  | 11.8 (53.2)                  | 7.3 (45.1)                   | 0.0 (32.0)                   | −4.5 (23.9)                  | −9.6 (14.7)                  | −9.6 (14.7)                  |
| Lượng Giáng thủy trung bình mm (inches)  | 1.9 (0.07)                   | 3.4 (0.13)                   | 14.4 (0.57)                  | 32.5 (1.28)                  | 57.3 (2.26)                  | 64.7 (2.55)                  | 70.5 (2.78)                  | 72.0 (2.83)                  | 59.2 (2.33)                  | 47.9 (1.89)                  | 6.1 (0.24)                   | 0.5 (0.02)                   | 430.4 (16.95)                |
| Số ngày giáng thủy trung bình (≥ 0.1 mm) | 2.7                          | 3.2                          | 8.5                          | 11.5                         | 15.2                         | 14.5                         | 12.7                         | 12.5                         | 13.5                         | 13.8                         | 4.5                          | 1.1                          | 113.7                        |
| Số ngày tuyết rơi trung bình             | 5.4                          | 3.5                          | 1.0                          | 0.1                          | 0                            | 0                            | 0                            | 0                            | 0                            | 0                            | 0.6                          | 2.2                          | 12.8                         |
| Độ ẩm tương đối trung bình (%)           | 53                           | 52                           | 53                           | 54                           | 58                           | 60                           | 63                           | 65                           | 70                           | 71                           | 63                           | 55                           | 60                           |
| Số giờ nắng trung bình tháng             | 135.8                        | 121.6                        | 143.8                        | 168.7                        | 178.7                        | 163.3                        | 184.4                        | 180.5                        | 117.0                        | 112.6                        | 126.5                        | 143.0                        | 1.775,9                      |
| Phần trăm nắng có thể                    | 43                           | 39                           | 38                           | 43                           | 41                           | 38                           | 42                           | 44                           | 32                           | 32                           | 41                           | 47                           | 40                           |
| Nguồn: Cục Khí tượng Trung Quốc          |                              |                              |                              |                              |                              |                              |                              |                              |                              |                              |                              |                              |                              |